# Zack Martin
Zachary Edward Martin (Indianápolis, 20 de noviembre de 1990) es un jugador profesional de fútbol americano estadounidense que juega en la posición de guard y actualmente milita en los Dallas Cowboys de la National Football League (NFL).

## Biografía
Martin asistió a la preparatoria Bishop Chatard High School en Indianápolis, Indiana, donde practicó fútbol americano, baloncesto y atletismo de pista y campo. Al finalizar la preparatoria, fue considerado como un atleta de cuatro estrellas y el 22° mejor offensive tackle de la nación por Rivals.com.
Posteriormente, asistió a la Universidad de Notre Dame donde jugó con los Notre Dame Fighting Irish desde 2009 a 2013. Después de ser un jugador reserva en su primer año, se convirtió en el tackle izquierdo titular en 2010. Jugó como titular en los 13 encuentros del equipo ese año, siendo uno de los 11 jugadores de Notre Dame en hacerlo. Como júnior en 2011, inició los 13 juegos como tackle izquierdo y fue parte de una línea ofensiva que solo permitió 17 capturas (sacks) durante la temporada. También ayudó al juego terrestre del equipo a registrar un promedio de 4.8 yardas por acarreo, el mejor de un equipo de Notre Dame desde 1996.
En 2012, fue nombrado como uno de los cuatro capitanes del equipo y nuevamente fue titular en los 13 juegos, ayudando al equipo a registrar un récord de temporada regular de 12-0 y a jugar en el Campeonato Nacional BCS de 2013 contra Alabama, el cual perdieron por marcador de 42-14.
En su última temporada, fue nombrado capitán del equipo por segunda vez, convirtiéndose en el jugador número 18 en la historia de la universidad en ganar tal honor. Martin iniciaría los 13 juegos, estableciendo un nuevo récord en Notre Dame con 52 titularidades como liniero ofensivo. Fue nombrado Jugador Más Valioso (MVP) del Pinstripe Bowl de 2013 al ganar por 29-16 sobre Rutgers, convirtiéndose en el primer liniero ofensivo desde 1959 (Jay Huffman) en recibir dicha distinción en un bowl universitario.

## Carrera

### Dallas Cowboys
Los Dallas Cowboys seleccionaron a Martin en la primera ronda (16° selección general) del Draft de la NFL de 2014. El 16 de junio de 2014, firmó un contrato con los Cowboys por cuatro años y $8.97 millones con un bono por firmar de $4.84 millones.
Fue nombrado titular como guardia derecho desde el inicio de la temporada 2014, y su incorporación contribuyó a que la línea ofensiva se convirtiera en una de las mejores de la liga. El 23 de diciembre, Martin se convirtió en uno de los cuatro novatos seleccionados para el Pro Bowl de 2015. El 2 de enero de 2015, fue elegido al primer equipo All-Pro, el único novato en formar parte del equipo y el primer novato de los Cowboys en ser seleccionado desde que el corredor Calvin Hill fue nombrado en 1969. Además, fue el primer liniero ofensivo novato en ser nombrado al primer equipo All-Pro desde Dick Huffman en 1947.
En 2015, Martin fue convocado a su segundo Pro Bowl y fue nombrado al segundo equipo All-Pro a pesar de perder al líder corredor DeMarco Murray en la agencia libre. Martin y compañía lideraron el noveno mejor ataque terrestre de la NFL y su compañero de equipo Darren McFadden terminó cuarto en la liga con 1,089 yardas por tierra.
En 2016, Martin fue nombrado a su tercer Pro Bowl consecutivo y fue nombrado All-Pro del primer equipo; ambos honores fueron compartidos por dos de sus compañeros de la línea ofensiva de los Cowboys, Travis Frederick y Tyron Smith. El trío ayudó al corredor novato Ezekiel Elliott a liderar la liga con 1,631 yardas por tierra y a anotar 15 touchdowns.
El 18 de abril de 2017, los Cowboys utilizaron la opción de quinto año en el contrato de novato de Martin, el cual fue nombrado para su cuarto Pro Bowl consecutivo junto al tackle Tyron Smith y el centro Travis Frederick por cuarto año consecutivo.
El 13 de junio de 2018, Martin firmó una extensión de contrato por seis años y $84 millones con los Cowboys, con $40 millones garantizados, lo que lo convirtió en el guardia mejor pagado de la NFL. En la Semana 14 de la temporada 2018, sufrió una lesión en una rodilla y se perdió el juego siguiente, marcando la primera vez en su carrera profesional que no participa en un encuentro.
En 2019, Martin se convirtió en uno de los cinco linieros ofensivos que consigue una invitación al Pro Bowl en sus primeras seis temporadas, uniéndose a Lou Creekmur (1950–57), Jon Morris (1964–70), Joe Thomas (2007–16) y Richmond Webb (1990-1996).
En la Semana 11 de la temporada 2020, Martin fue titular como tackle derecho por primera vez en su carrera, debido a lesiones de otros jugadores de la línea ofensiva. El 7 de diciembre de 2020, fue colocado en la lista de reservas de lesionados por una distensión en la pantorrilla, pero fue activado el 2 de enero de 2021.
En 2021, Martin fue titular en 16 juegos luego de perderse el primer juego de la temporada por dar positivo para COVID-19. Al final de la temporada, fue elegido a su séptimo Pro Bowl y por quinta vez al primer equipo All-Pro. También tuvo una calificación general de 94.2 por parte de Pro Football Focus, la mejor entre todos los guardias de la liga

## Vida personal
El hermano de Martin, Nick Martin, juega en la NFL como centro de los Houston Texans, equipo que lo seleccionó en la segunda ronda (selección 50) del Draft de la NFL de 2016.